# كرة القدم في الألعاب الأولمبية الصيفية 2016 – مسابقة الرجال
| كرة القدم في الألعاب الأولمبية الصيفية 2016 |
| ------------------------------------------- |
| المسابقة                                    |
| رجال سيدات                                  |
| التشكيلات                                   |
| رجال سيدات                                  |

مسابقة الرجال لكرة القدم في الألعاب الأولمبية الصيفية 2016 هي بطولة كرة قدم الرجال وتدخل ضمن مسابقات الألعاب الأولمبية الصيفية 2016 والتي أقيمت في البرازيل في الفترة ما بين 4 إلى 20 أغسطس. وهي النسخة الـ27 من بطولة كرة القدم في الألعاب الأولمبية الصيفية، بجوار جنبا إلى جنب مع مسابقة السيدات. إستضيفت في 6 مدن برازيلية منافسات البطولة وهي ساو باولو وريو دي جانيرو وماناوس وسالفادور وبيلو هوريزونتي والعاصمة برازيليا. أشهر تلك المدن هي مدينة ريو دي جانيرو إستضيفت المباراة النهائية على ملعب ماراكانا.
دُعِيتْ الاتحادات المنتمية للاتحاد الدولي لكرة القدم للمشاركة بفرق الرجال تحت-23 سنة في التصفيات المؤهلة، وتأهل من خلالها 15 منتخباً للنهائيات إضافة للبلد المنظم. وكانت البطولة بنظام 4 مجموعات بحيث يتأهل صاحب المركز الأول والثاني لخوض الأدوار الإقصائية. تقتصر المشاركة في منافسات الرجال على اللاعبين الأقل من 23 عاماً (ولد في أو بعد 1 يناير 1993) مع إمكانية إستدعاء 3 لاعبين بحد أقصى فوق السن المسموح به.
شهدت البطولة استخدام الوسائل التقنية لأول مرة في إدارة المنافسات مثل تقنية خط المرمى ونظام عين الصقر، التي قد استخدمت في بادئ الأمر في بطولات كأس العالم للأندية 2012 وكأس القارات 2013 وكأس العالم لكرة القدم 2014. وفي مارس من عام 2016 وافق مجلس الاتحاد الدولي لكرة القدم على السماح بإجراء تبديل فقط خلال الأشواط الإضافية.

## الأماكن
| ريو دي جانيرو، ولاية ريو                                | ريو دي جانيرو، ولاية ريو | برازيليا، القطاع الفدرالي | ساو باولو، ولاية ساو باولو |
| ------------------------------------------------------- | --- | --- | --- |
| ملعب ماراكانا                                           | ملعب جواو هافيلانج الأولمبي | ملعب برازيليا الوطني | ملعب كورينثيانز الجديد |
| 15°47′0.6″S 47°53′56.99″W / 15.783500°S 47.8991639°W    | 23°32′43.91″S 46°28′24.14″W / 23.5455306°S 46.4733722°W                                                                               | 22°53′35.42″S 43°17′32.17″W / 22.8931722°S 43.2922694°W                                                                               | 22°54′43.8″S 43°13′48.59″W / 22.912167°S 43.2301639°W                                                                                 |
| السعة: 74,738 تجديد خلال كأس العالم لكرة القدم 2014     | السعة: 60,000 تجديد خلال الألعاب الأولمبية الصيفية 2016                                                                               | السعة: 69,349 تجديد خلال كأس العالم لكرة القدم 2014                                                                                   | السعة: 48,234 ملعب جديد خلال كأس العالم لكرة القدم 2014                                                                               |
|                                                         | | | |
| بيلو هوريزونتي، ولاية ميناس جرايس                       | بيلو هوريزونتي برازيليا ساو باولو ريو دي جانيرو سالفادور ماناوسكرة القدم في الألعاب الأولمبية الصيفية 2016 – مسابقة الرجال (البرازيل) | بيلو هوريزونتي برازيليا ساو باولو ريو دي جانيرو سالفادور ماناوسكرة القدم في الألعاب الأولمبية الصيفية 2016 – مسابقة الرجال (البرازيل) | بيلو هوريزونتي برازيليا ساو باولو ريو دي جانيرو سالفادور ماناوسكرة القدم في الألعاب الأولمبية الصيفية 2016 – مسابقة الرجال (البرازيل) |
| ملعب مينيراو                                            | بيلو هوريزونتي برازيليا ساو باولو ريو دي جانيرو سالفادور ماناوسكرة القدم في الألعاب الأولمبية الصيفية 2016 – مسابقة الرجال (البرازيل) | بيلو هوريزونتي برازيليا ساو باولو ريو دي جانيرو سالفادور ماناوسكرة القدم في الألعاب الأولمبية الصيفية 2016 – مسابقة الرجال (البرازيل) | بيلو هوريزونتي برازيليا ساو باولو ريو دي جانيرو سالفادور ماناوسكرة القدم في الألعاب الأولمبية الصيفية 2016 – مسابقة الرجال (البرازيل) |
| 19°51′57″S 43°58′15″W / 19.86583°S 43.97083°W           | بيلو هوريزونتي برازيليا ساو باولو ريو دي جانيرو سالفادور ماناوسكرة القدم في الألعاب الأولمبية الصيفية 2016 – مسابقة الرجال (البرازيل) | بيلو هوريزونتي برازيليا ساو باولو ريو دي جانيرو سالفادور ماناوسكرة القدم في الألعاب الأولمبية الصيفية 2016 – مسابقة الرجال (البرازيل) | بيلو هوريزونتي برازيليا ساو باولو ريو دي جانيرو سالفادور ماناوسكرة القدم في الألعاب الأولمبية الصيفية 2016 – مسابقة الرجال (البرازيل) |
| السعة: 58,170 تجديد خلال كأس العالم لكرة القدم 2014     | بيلو هوريزونتي برازيليا ساو باولو ريو دي جانيرو سالفادور ماناوسكرة القدم في الألعاب الأولمبية الصيفية 2016 – مسابقة الرجال (البرازيل) | بيلو هوريزونتي برازيليا ساو باولو ريو دي جانيرو سالفادور ماناوسكرة القدم في الألعاب الأولمبية الصيفية 2016 – مسابقة الرجال (البرازيل) | بيلو هوريزونتي برازيليا ساو باولو ريو دي جانيرو سالفادور ماناوسكرة القدم في الألعاب الأولمبية الصيفية 2016 – مسابقة الرجال (البرازيل) |
|                                                         | بيلو هوريزونتي برازيليا ساو باولو ريو دي جانيرو سالفادور ماناوسكرة القدم في الألعاب الأولمبية الصيفية 2016 – مسابقة الرجال (البرازيل) | بيلو هوريزونتي برازيليا ساو باولو ريو دي جانيرو سالفادور ماناوسكرة القدم في الألعاب الأولمبية الصيفية 2016 – مسابقة الرجال (البرازيل) | بيلو هوريزونتي برازيليا ساو باولو ريو دي جانيرو سالفادور ماناوسكرة القدم في الألعاب الأولمبية الصيفية 2016 – مسابقة الرجال (البرازيل) |
| سالفادور، ولاية باهيا                                   | بيلو هوريزونتي برازيليا ساو باولو ريو دي جانيرو سالفادور ماناوسكرة القدم في الألعاب الأولمبية الصيفية 2016 – مسابقة الرجال (البرازيل) | بيلو هوريزونتي برازيليا ساو باولو ريو دي جانيرو سالفادور ماناوسكرة القدم في الألعاب الأولمبية الصيفية 2016 – مسابقة الرجال (البرازيل) | بيلو هوريزونتي برازيليا ساو باولو ريو دي جانيرو سالفادور ماناوسكرة القدم في الألعاب الأولمبية الصيفية 2016 – مسابقة الرجال (البرازيل) |
| أرينا فونتي نوفا                                        | بيلو هوريزونتي برازيليا ساو باولو ريو دي جانيرو سالفادور ماناوسكرة القدم في الألعاب الأولمبية الصيفية 2016 – مسابقة الرجال (البرازيل) | بيلو هوريزونتي برازيليا ساو باولو ريو دي جانيرو سالفادور ماناوسكرة القدم في الألعاب الأولمبية الصيفية 2016 – مسابقة الرجال (البرازيل) | بيلو هوريزونتي برازيليا ساو باولو ريو دي جانيرو سالفادور ماناوسكرة القدم في الألعاب الأولمبية الصيفية 2016 – مسابقة الرجال (البرازيل) |
| 12°58′43″S 38°30′15″W / 12.97861°S 38.50417°W           | بيلو هوريزونتي برازيليا ساو باولو ريو دي جانيرو سالفادور ماناوسكرة القدم في الألعاب الأولمبية الصيفية 2016 – مسابقة الرجال (البرازيل) | بيلو هوريزونتي برازيليا ساو باولو ريو دي جانيرو سالفادور ماناوسكرة القدم في الألعاب الأولمبية الصيفية 2016 – مسابقة الرجال (البرازيل) | بيلو هوريزونتي برازيليا ساو باولو ريو دي جانيرو سالفادور ماناوسكرة القدم في الألعاب الأولمبية الصيفية 2016 – مسابقة الرجال (البرازيل) |
| السعة: 51,900 ملعب جديد خلال كأس العالم لكرة القدم 2014 | بيلو هوريزونتي برازيليا ساو باولو ريو دي جانيرو سالفادور ماناوسكرة القدم في الألعاب الأولمبية الصيفية 2016 – مسابقة الرجال (البرازيل) | بيلو هوريزونتي برازيليا ساو باولو ريو دي جانيرو سالفادور ماناوسكرة القدم في الألعاب الأولمبية الصيفية 2016 – مسابقة الرجال (البرازيل) | بيلو هوريزونتي برازيليا ساو باولو ريو دي جانيرو سالفادور ماناوسكرة القدم في الألعاب الأولمبية الصيفية 2016 – مسابقة الرجال (البرازيل) |
|                                                         | بيلو هوريزونتي برازيليا ساو باولو ريو دي جانيرو سالفادور ماناوسكرة القدم في الألعاب الأولمبية الصيفية 2016 – مسابقة الرجال (البرازيل) | بيلو هوريزونتي برازيليا ساو باولو ريو دي جانيرو سالفادور ماناوسكرة القدم في الألعاب الأولمبية الصيفية 2016 – مسابقة الرجال (البرازيل) | بيلو هوريزونتي برازيليا ساو باولو ريو دي جانيرو سالفادور ماناوسكرة القدم في الألعاب الأولمبية الصيفية 2016 – مسابقة الرجال (البرازيل) |
| ماناوس، ولاية الأمازون                                  | بيلو هوريزونتي برازيليا ساو باولو ريو دي جانيرو سالفادور ماناوسكرة القدم في الألعاب الأولمبية الصيفية 2016 – مسابقة الرجال (البرازيل) | بيلو هوريزونتي برازيليا ساو باولو ريو دي جانيرو سالفادور ماناوسكرة القدم في الألعاب الأولمبية الصيفية 2016 – مسابقة الرجال (البرازيل) | بيلو هوريزونتي برازيليا ساو باولو ريو دي جانيرو سالفادور ماناوسكرة القدم في الألعاب الأولمبية الصيفية 2016 – مسابقة الرجال (البرازيل) |
| أرينا دا أمازونيا                                       | بيلو هوريزونتي برازيليا ساو باولو ريو دي جانيرو سالفادور ماناوسكرة القدم في الألعاب الأولمبية الصيفية 2016 – مسابقة الرجال (البرازيل) | بيلو هوريزونتي برازيليا ساو باولو ريو دي جانيرو سالفادور ماناوسكرة القدم في الألعاب الأولمبية الصيفية 2016 – مسابقة الرجال (البرازيل) | بيلو هوريزونتي برازيليا ساو باولو ريو دي جانيرو سالفادور ماناوسكرة القدم في الألعاب الأولمبية الصيفية 2016 – مسابقة الرجال (البرازيل) |
| 3°4′59″S 60°1′41″W / 3.08306°S 60.02806°W               | بيلو هوريزونتي برازيليا ساو باولو ريو دي جانيرو سالفادور ماناوسكرة القدم في الألعاب الأولمبية الصيفية 2016 – مسابقة الرجال (البرازيل) | بيلو هوريزونتي برازيليا ساو باولو ريو دي جانيرو سالفادور ماناوسكرة القدم في الألعاب الأولمبية الصيفية 2016 – مسابقة الرجال (البرازيل) | بيلو هوريزونتي برازيليا ساو باولو ريو دي جانيرو سالفادور ماناوسكرة القدم في الألعاب الأولمبية الصيفية 2016 – مسابقة الرجال (البرازيل) |
| السعة: 40,549 ملعب جديد خلال كأس العالم لكرة القدم 2014 | بيلو هوريزونتي برازيليا ساو باولو ريو دي جانيرو سالفادور ماناوسكرة القدم في الألعاب الأولمبية الصيفية 2016 – مسابقة الرجال (البرازيل) | بيلو هوريزونتي برازيليا ساو باولو ريو دي جانيرو سالفادور ماناوسكرة القدم في الألعاب الأولمبية الصيفية 2016 – مسابقة الرجال (البرازيل) | بيلو هوريزونتي برازيليا ساو باولو ريو دي جانيرو سالفادور ماناوسكرة القدم في الألعاب الأولمبية الصيفية 2016 – مسابقة الرجال (البرازيل) |
|                                                         | بيلو هوريزونتي برازيليا ساو باولو ريو دي جانيرو سالفادور ماناوسكرة القدم في الألعاب الأولمبية الصيفية 2016 – مسابقة الرجال (البرازيل) | بيلو هوريزونتي برازيليا ساو باولو ريو دي جانيرو سالفادور ماناوسكرة القدم في الألعاب الأولمبية الصيفية 2016 – مسابقة الرجال (البرازيل) | بيلو هوريزونتي برازيليا ساو باولو ريو دي جانيرو سالفادور ماناوسكرة القدم في الألعاب الأولمبية الصيفية 2016 – مسابقة الرجال (البرازيل) |

## مرحلة المجموعات

### المجموعة أ
| م | الفريق       | لعب | ف | ت | خ | أ.له | أ.ع | أ.ف | نقاط | التأهل                 |
| - | ------------ | --- | - | - | - | ---- | --- | --- | ---- | ---------------------- |
| 1 | البرازيل (H) | 3   | 1 | 2 | 0 | 4    | 0   | +4  | 5    | التأهل إلى ربع النهائي |
| 2 | الدنمارك     | 3   | 1 | 1 | 1 | 1    | 4   | −3  | 4    | التأهل إلى ربع النهائي |
| 3 | العراق       | 3   | 0 | 3 | 0 | 1    | 1   | 0   | 3    |                        |
| 4 | جنوب إفريقيا | 3   | 0 | 2 | 1 | 1    | 2   | −1  | 2    |                        |

| العراق | 0–0                          | الدنمارك |
| ------ | ---------------------------- | -------- |
|        | تقرير (Rio2016) تقرير (FIFA) |          |

| البرازيل | 0–0                          | جنوب إفريقيا |
| -------- | ---------------------------- | ------------ |
|          | تقرير (Rio2016) تقرير (FIFA) |              |

| الدنمارك | 1–0                          | جنوب إفريقيا |
| -------- | ---------------------------- | ------------ |
| سكوف 69' | تقرير (Rio2016) تقرير (FIFA) |              |

| البرازيل | 0–0                          | العراق |
| -------- | ---------------------------- | ------ |
|          | تقرير (Rio2016) تقرير (FIFA) |        |

| الدنمارك | 0–4                          | البرازيل                                        |
| -------- | ---------------------------- | ----------------------------------------------- |
|          | تقرير (Rio2016) تقرير (FIFA) | غابرييل 26'، 80' · غابرييل خيسوس 40' · لوان 50' |

| جنوب إفريقيا | 1–1                          | العراق             |
| ------------ | ---------------------------- | ------------------ |
| موتوبا 6'    | تقرير (Rio2016) تقرير (FIFA) | سعد عبد الأمير 14' |

### المجموعة ب
| م | الفريق   | لعب | ف | ت | خ | أ.له | أ.ع | أ.ف | نقاط | التأهل                 |
| - | -------- | --- | - | - | - | ---- | --- | --- | ---- | ---------------------- |
| 1 | نيجيريا  | 3   | 2 | 0 | 1 | 6    | 6   | 0   | 6    | التأهل إلى ربع النهائي |
| 2 | كولومبيا | 3   | 1 | 2 | 0 | 6    | 4   | +2  | 5    | التأهل إلى ربع النهائي |
| 3 | اليابان  | 3   | 1 | 1 | 1 | 7    | 7   | 0   | 4    |                        |
| 4 | السويد   | 3   | 0 | 1 | 2 | 2    | 4   | −2  | 1    |                        |

| السويد                   | 2–2                          | كولومبيا                         |
| ------------------------ | ---------------------------- | -------------------------------- |
| إشاك 43' · أداريفيتش 62' | تقرير (Rio2016) تقرير (FIFA) | غوتييريز 17' · بابون 62' (ركلة.) |

| نيجيريا                                     | 5–4                          | اليابان                                                     |
| ------------------------------------------- | ---------------------------- | ----------------------------------------------------------- |
| صاديق 6' · إتيبو 10'، 42'، 52' (ركلة.)، 66' | تقرير (Rio2016) تقرير (FIFA) | كوروكي 9' (ركلة.) · مينامينو 12' · أزانو 70' · سوزوكي 5+90' |

| السويد | 0–1                          | نيجيريا   |
| ------ | ---------------------------- | --------- |
|        | تقرير (Rio2016) تقرير (FIFA) | صاديق 40' |

| اليابان                  | 2–2                          | كولومبيا                           |
| ------------------------ | ---------------------------- | ---------------------------------- |
| أسانو 67' · ناكاجيما 74' | تقرير (Rio2016) تقرير (FIFA) | غوتييريز 59' · فوجيهارو 65' (ه.ذ.) |

| اليابان    | 1–0                          | السويد |
| ---------- | ---------------------------- | ------ |
| ياجيما 65' | تقرير (Rio2016) تقرير (FIFA) |        |

| كولومبيا                        | 2–0                          | نيجيريا |
| ------------------------------- | ---------------------------- | ------- |
| غوتييريز 4' · بابون 63' (ركلة.) | تقرير (Rio2016) تقرير (FIFA) |         |

### المجموعة ج
| م | الفريق         | لعب | ف | ت | خ | أ.له | أ.ع | أ.ف | نقاط | التأهل                 |
| - | -------------- | --- | - | - | - | ---- | --- | --- | ---- | ---------------------- |
| 1 | كوريا الجنوبية | 3   | 2 | 1 | 0 | 12   | 3   | +9  | 7    | التأهل إلى ربع النهائي |
| 2 | ألمانيا        | 3   | 1 | 2 | 0 | 15   | 5   | +10 | 5    | التأهل إلى ربع النهائي |
| 3 | المكسيك        | 3   | 1 | 1 | 1 | 7    | 4   | +3  | 4    |                        |
| 4 | فيجي           | 3   | 0 | 0 | 3 | 1    | 23  | −22 | 0    |                        |

| المكسيك                   | 2–2                          | ألمانيا                |
| ------------------------- | ---------------------------- | ---------------------- |
| بيرالتا 52' · بيتزارو 60' | تقرير (Rio2016) تقرير (FIFA) | جنابري 58' · جينتر 78' |

| فيجي | 0–8                          | كوريا الجنوبية                                                                                        |
| ---- | ---------------------------- | --- |
|      | تقرير (Rio2016) تقرير (FIFA) | سيونج وو ريو 32'، 63'، 3+90' · كون شانغ هون 62'، 63' · سون هنغ من 72' (ركلة.) · سوك هيون جوك 77'، 90' |

| فيجي       | 1–5                          | المكسيك                                   |
| ---------- | ---------------------------- | ----------------------------------------- |
| كريشنا 10' | تقرير (Rio2016) تقرير (FIFA) | غوتييريز 48'، 55'، 58'، 73' · سالكيدو 67' |

| ألمانيا                        | 3–3                          | كوريا الجنوبية                                       |
| ------------------------------ | ---------------------------- | ---------------------------------------------------- |
| جنابري 33' (2+90) · جنابري 33' | تقرير (Rio2016) تقرير (FIFA) | هوانغ هي شان 25' · سون هنغ من 57' · سوك هيون جوك 87' |

| ألمانيا                                                                      | 10–0                         | فيجي |
| ---------------------------------------------------------------------------- | ---------------------------- | ---- |
| جنابري 8'، 45' · بيترسن 14'، 33'، 40'، 63' (ركلة.)، 70' · ماير 30'، 49'، 52' | تقرير (Rio2016) تقرير (FIFA) |      |

| كوريا الجنوبية   | 1–0                          | المكسيك |
| ---------------- | ---------------------------- | ------- |
| كون شانغ هون 73' | تقرير (Rio2016) تقرير (FIFA) |         |

### المجموعة د
| م | الفريق    | لعب | ف | ت | خ | أ.له | أ.ع | أ.ف | نقاط | التأهل                 |
| - | --------- | --- | - | - | - | ---- | --- | --- | ---- | ---------------------- |
| 1 | البرتغال  | 3   | 2 | 1 | 0 | 5    | 2   | +3  | 7    | التأهل إلى ربع النهائي |
| 2 | هندوراس   | 3   | 1 | 1 | 1 | 5    | 5   | 0   | 4    | التأهل إلى ربع النهائي |
| 3 | الأرجنتين | 3   | 1 | 1 | 1 | 3    | 4   | −1  | 4    |                        |
| 4 | الجزائر   | 3   | 0 | 1 | 2 | 4    | 6   | −2  | 1    |                        |

| هندوراس                             | 3–2                          | الجزائر                  |
| ----------------------------------- | ---------------------------- | ------------------------ |
| كيوتو 13' · بيريرا 33' · لوزانو 79' | تقرير (Rio2016) تقرير (FIFA) | بن دبكة 68' · بونجاح 86' |

| البرتغال                | 2–0                          | الأرجنتين |
| ----------------------- | ---------------------------- | --------- |
| باسينسيا 66' · بيتي 84' | تقرير (Rio2016) تقرير (FIFA) |           |

| هندوراس | 1–2                          | البرتغال                    |
| ------- | ---------------------------- | --------------------------- |
| إليس 1' | تقرير (Rio2016) تقرير (FIFA) | فيغيريدو 21' · باسينسيا 36' |

| الأرجنتين              | 2–1                          | الجزائر     |
| ---------------------- | ---------------------------- | ----------- |
| كوريا 47' · كاليري 70' | تقرير (Rio2016) تقرير (FIFA) | بن دبكة 64' |

| الأرجنتين      | 1–1                          | هندوراس            |
| -------------- | ---------------------------- | ------------------ |
| مارتينيز 3+90' | تقرير (Rio2016) تقرير (FIFA) | لوزانو 75' (ركلة.) |

| الجزائر     | 1–1                          | البرتغال             |
| ----------- | ---------------------------- | -------------------- |
| بنقبلية 30' | تقرير (Rio2016) تقرير (FIFA) | باسينسيا 25' (ركلة.) |

## مرحلة خروج المغلوب
|  | ربع النهائي               | ربع النهائي          |                           |       | نصف النهائي                | نصف النهائي                |  |  | مباراة الميدالية الذهبية | مباراة الميدالية الذهبية |
|  |                           |                      |                           |       |                            |                            |  |  |                          |                          |
|  | 13 أغسطس — ساو باولو      |                      |                           |       |                            |                            |  |  |                          |                          |
|  |                           |                      |                           |       |                            |                            |  |  |                          |                          |
|  | البرازيل                  | 2                    |                           |       |                            |                            |  |  |                          |                          |
|  | البرازيل                  | 2                    | 17 أغسطس — ريو دي جانيرو  |       |                            |                            |  |  |                          |                          |
|  | كولومبيا                  | 0                    |                           |       |                            |                            |  |  |                          |                          |
|  | كولومبيا                  | 0                    | البرازيل                  | 6     |                            |                            |  |  |                          |                          |
|  | 13 أغسطس — بيلو هوريزونتي |                      | البرازيل                  | 6     |                            |                            |  |  |                          |                          |
|  |                           | هندوراس              | 0                         |       |                            |                            |  |  |                          |                          |
|  | كوريا الجنوبية            | هندوراس              | 0                         | 0     |                            |                            |  |  |                          |                          |
|  | كوريا الجنوبية            |                      | 20 أغسطس — ريو دي جانيرو  | 0     |                            |                            |  |  |                          |                          |
|  | هندوراس                   | 1                    |                           |       |                            |                            |  |  |                          |                          |
|  | هندوراس                   | 1                    | البرازيل (ر)              | 1 (5) |                            |                            |  |  |                          |                          |
|  | 13 أغسطس — سالفادور       |                      | البرازيل (ر)              | 1 (5) |                            |                            |  |  |                          |                          |
|  |                           | ألمانيا              | 1 (4)                     |       |                            |                            |  |  |                          |                          |
|  | نيجيريا                   | ألمانيا              | 1 (4)                     | 2     |                            |                            |  |  |                          |                          |
|  | نيجيريا                   | 17 أغسطس — ساو باولو |                           | 2     |                            |                            |  |  |                          |                          |
|  | الدنمارك                  | 0                    |                           |       |                            |                            |  |  |                          |                          |
|  | الدنمارك                  | 0                    | نيجيريا                   | 0     |                            |                            |  |  |                          |                          |
|  | 13 أغسطس — برازيليا       |                      | نيجيريا                   | 0     |                            |                            |  |  |                          |                          |
|  |                           | ألمانيا              | 2                         |       | مباراة الميدالية البرونزية | مباراة الميدالية البرونزية |  |  |                          |                          |
|  | البرتغال                  | ألمانيا              | 2                         | 0     | مباراة الميدالية البرونزية | مباراة الميدالية البرونزية |  |  |                          |                          |
|  | البرتغال                  |                      | 20 أغسطس — بيلو هوريزونتي | 0     |                            |                            |  |  |                          |                          |
|  | ألمانيا                   | 4                    |                           |       |                            |                            |  |  |                          |                          |
|  | ألمانيا                   | 4                    | هندوراس                   | 2     |                            |                            |  |  |                          |                          |
|  |                           |                      |                           |       |                            |                            |  |  |                          |                          |
|  | نيجيريا                   | 3                    |                           |       |                            |                            |  |  |                          |                          |
|  | نيجيريا                   | 3                    |                           |       |                            |                            |  |  |                          |                          |

### ربع النهائي
| البرتغال | 0–4                          | ألمانيا                                         |
| -------- | ---------------------------- | ----------------------------------------------- |
|          | تقرير (Rio2016) تقرير (FIFA) | جنابري 1+45' · جينتر 57' · سيلكي 75' · ماكس 87' |

| نيجيريا                       | 2–0                          | الدنمارك |
| ----------------------------- | ---------------------------- | -------- |
| جون أوبي ميكل 15' · يومار 59' | تقرير (Rio2016) تقرير (FIFA) |          |

| كوريا الجنوبية | 0–1                          | هندوراس  |
| -------------- | ---------------------------- | -------- |
|                | تقرير (Rio2016) تقرير (FIFA) | إليس 59' |

| البرازيل             | 2–0                          | كولومبيا |
| -------------------- | ---------------------------- | -------- |
| نيمار 12' · لوان 83' | تقرير (Rio2016) تقرير (FIFA) |          |

### نصف النهائي
| البرازيل                                                                    | 6–0                          | هندوراس |
| --------------------------------------------------------------------------- | ---------------------------- | ------- |
| نيمار 1'، 1+90' (ركلة.) · غابرييل خيسوس 26'، 35' · ماركينيوس 51' · لوان 79' | تقرير (Rio2016) تقرير (FIFA) |         |

| نيجيريا | 0–2                          | ألمانيا                         |
| ------- | ---------------------------- | ------------------------------- |
|         | تقرير (Rio2016) تقرير (FIFA) | كلوستيرمان 9' · نيلس بيترسن 89' |

### مباراة الميدالية البرونزية
| هندوراس                 | 2–3                          | نيجيريا                    |
| ----------------------- | ---------------------------- | -------------------------- |
| لوزانو 71' · بيريرا 86' | تقرير (Rio2016) تقرير (FIFA) | ساديق 34'، 56' · يومار 49' |

### مباراة الميدالية الذهبية
| البرازيل  | 1–1 (ب.و.إ.)                 | ألمانيا  |
| --------- | ---------------------------- | -------- |
| نيمار 26' | تقرير (Rio2016) تقرير (FIFA) | ماير 59' |